# Alto Carabaque
Alto Carabaque (em armênio/arménio: Լեռնային Ղարաբաղ; romaniz.: Nagorno-Karabakh) ou Carabaque Montanhoso (em azeri: Dağlıq Qarabağ), (em russo:  Нагорный Карабах, tr.: Nagórni Karabákh) é uma região na Transcaucásia (sul do Cáucaso), situada entre o Carabaque (ou Baixo Carabaque) e a província de Siunique (Zanguezur), ao longo de todas as montanhas do chamado Pequeno Cáucaso. A região é, em sua maior parte, montanhosa e coberta por florestas, e tem uma área de 8 223 quilômetros quadrados.

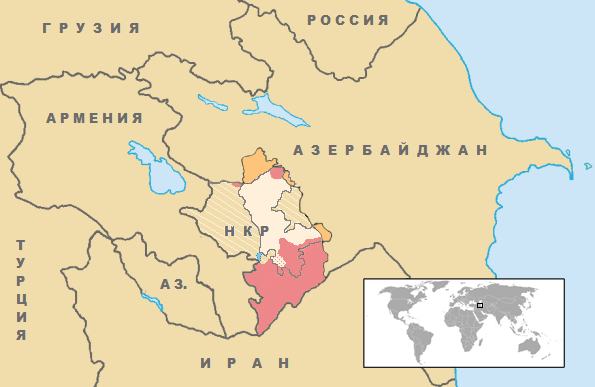
Linha de frente no momento da assinatura do acordo após a Segundo Guerra no Alto Carabaque com os ganhos territoriais do Azerbaijão durante a guerra em vermelho e a área da qual a Armênia deve se retirar de acordo com o acordo representado pela área hachurada.

A região faz parte, de jure, do Azerbaijão, porém até setembro de 2023, era governada de facto pela República de Artsaque, que não detinha reconhecimento internacional. Desde o fim da Guerra do Alto Carabaque, em 1994, representantes dos governos da Armênia e do Azerbaijão mantiveram negociações de paz, mediadas pelo Grupo de Minsk, acerca do status em disputa da região. Porém, uma nova guerra eclodiu entre as partes em 2020. Desta vez, o Azerbaijão conseguiu uma vitória rápida e, por conseguinte, retomou grande parte do território que havia perdido décadas antes. Sob o armistício colocou fim a esse conflito, a Armênia concordou em retirar suas tropas de todo o território ocupado fora do antigo Oblast Autônomo do Alto Carabaque da era soviética. Três anos depois, o Azerbaijão lançou uma nova ofensiva militar na qual assumiu o controle dos últimos territórios ainda sob o domínio de Artsaque. Como efeito da rendição, um decreto do governo da autoproclamada República de Artsaque determinou a dissolução de todas as suas instituições e organizações a partir de 1 de janeiro de 2024, representando o seu fim oficial.

## Etimologia

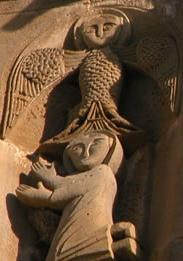
Mamkan, rainha de Khachen e princesa de Baghk. Baixo-relevo, Mosteiro de Ganzasar, século XIII

Нагорный (Nagornii) é uma palavra russa que significa "montanhoso". A palavra não é usada nem no armênio nem no azeri, porém foi utilizada como nome oficial da região durante o domínio da União Soviética, motivo pelo qual também passou a ser utilizado por estes idiomas. Os nomes mais comuns, no entanto, costumam traduzir o significado literal do russo Нагорный Карабах (transl. Nagorniy Karabah):
- Armênio: Լեռնային Ղարաբաղ, transl. Lernayin Gharabagh
- Azeri: Dağlıq Qarabağ ("Carabaque Montanhoso") ou Yuxarı Qarabağ ("Alto Carabaque")

Diversos outros idiomas também optam por traduzir o significado da expressão; em português, por exemplo, o território também é chamado de Carabaque Montanhoso ou Alto Carabaque, a exemplo do francês Haut-Karabakh.
A palavra Carabaque é tida em geral como turcomana e persa, e significa literalmente "jardim" negro". O nome aparece pela primeira vez em fontes georgianas e persas dos séculos XIII e XIV. Karabal é uma grafia alternativa do nome, que também se refere a um tipo de tapete produzido originalmente na região. Em português também se usam as grafias Karabaque e Carabaque, entre outras.
Uma teoria alternativa sugere uma origem turco-armênia, referindo-se ao "Grande Balque" (em armênio: Մեծ Բաղք), uma possível referência a Quetixe-Balque (posteriormente Dizaque), um dos principados de Artsaque sob o domínio dos arranxaíquidas, que ocupou o trono do Reino de Siunique entre os séculos XI e XIII, e se intitulava o "Reino de Balque".
A região também é conhecida pelos armênios que vivem na região como Artsaque (em armênio: Արցախ), referindo-se à décima província do antigo Reino da Armênia. Nas inscrições urartianas dos séculos IX e VII a.C. o nome Urtekhini é usado para designar a região.
Fontes da Grécia Antiga chamam a região de Orquistena (Orchistene).

## História

### História antiga

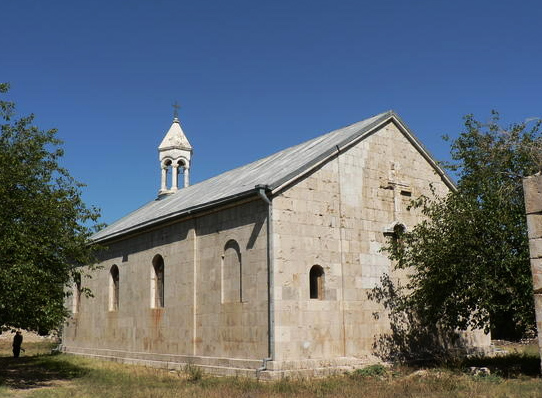
O Mosteiro de Amaras, no Alto Carabaque, foi fundado no século IV por Gregório, o Iluminador. No século V, Mesrobes Mastósio, inventor do alfabeto armênio, fundou em Amaras a primeira escola a usar a sua escrita.

O Alto Carabaque se situa em terras ocupadas inicialmente por povos conhecidos pelos arqueólogos modernos como a cultura do Cura-Araxes, que viviam entre os rios Cura e Araxes. A população original da região consistia de diversas tribos, autóctones e migratórias. De acordo com o estudioso americano Robert H. Hewsen, estas tribos primitivas "certamente não tinham origem armênia", e "embora certos povos iranianos possam ter se estabelecido ali durante o longo período do domínio persa e medo, a maior parte dos nativos não era indo-europeu. Estes povos, segundo Hewsen, foram conquistados pelo Reino da Armênia no século II a.C..
No entanto, com base nas informações fornecidas pelo historiador armênio Moisés de Corene, do século V, outros autores ocidentais afirmaram - e, posteriormente, o próprio Hewsen - que estes povos podem ter sido conquistados pelo Reino da Armênia até mesmo antes, no século IV a.C..
No todo, desde cerca de 180 a.C. e até o século IV d.C. — antes de voltar a fazer parte novamente do Reino da Armênia, em 855 — o território do Alto Carabaque continuou a fazer parte do Reino da Armênia unido na forma da província de Artsaque.
Depois da partição da Armênia entre o Império Romano e a Império Sassânida com a Paz de Acilisena de 387, Artsaque passou a fazer parte da Albânia, que, por sua vez, situava-se sob forte influência religiosa e cultural armênia. Alguns historiadores armênios, como Moisés de Corene e Moisés de Dascurã, ligaram o nome armênio da região do Reino de Albânia (Աղվանից Թագավորություն) à alcunha dada ao lendário soberano local, Arrã (em armênio Աղու, transl. Alu - "bondoso" ou "gentil"). Nos relatos de Moisés de Dascurã, Arrã é designado para governar a Albânia por Vologases I, rei da Armênia.
Uma descrição extensa de Artsaque e de seus 12 condados faz parte do atlas geográfico armênio do século VII chamado Ashkharatsuyts (Geografia), compilado pelo acadêmico Ananias de Siracena.
A partir de um registro militar armênio do século V (em armênio: Զորանամակ, Zoranamak), sabe-se que, no início da Idade Média, Artsaque devia fornecer ao exército armênio pelo menos mil soldados.
Os armênios habitam a região do Carabaque desde os tempos romanos; Estrabão relata que, por volta dos séculos II ou I a.C., toda a população da Grande Armênia - incluindo Artsaque e Otena — falavam o armênio, embora isto não queira necessariamente dizer que a população era formada por armênios. Em seus relatos, Estrabão descreve Artsaque como uma província da Armênia "... que fornece a maior parte de sua cavalaria." Tigranes, o Grande, rei da Armênia de 85 a 55 a.C., fundou em Artsaque uma das quatro cidades que receberam o nome de Tigranocerta em sua homenagem. As ruínas da antiga Tigranocerta, localizadas a cerca de 50 quilômetros ao nordeste de Estepanaquerte, estão sendo estudados atualmente por um grupo de estudiosos internacionais.

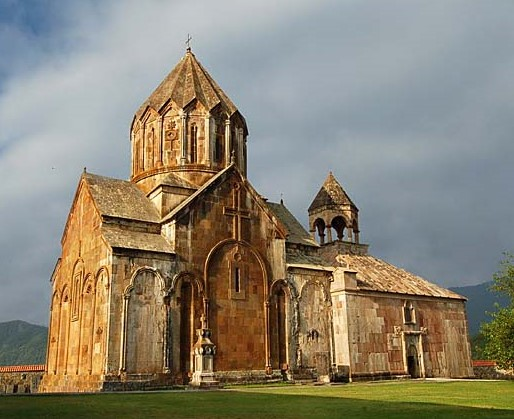
O mosteiro de Ganzasar, cuja construção foi terminada em 1238, foi encomendado pela Dinastia de Khachen

No início da Idade Média os elementos não armênios da população albanesa do Alto Carabaque já tinham sido misturados completamente à população armênia, e deixaram de formar grupos identificáveis; com a única possível exceção dos udis, que viveram longe de Artsaque ou Otena - centros onde a cultura e civilização armênia floresceram no Alto Carabaque medieval. No século V a primeira escola armênia foi aberta no território do atual Alto Carabaque, no Mosteiro de Amaras, graças aos esforços de São Mesrobes Mastósio, o inventor do alfabeto armênio. São Mesrobes teve um papel de destaque na difusão do Evangelho nas duas cidades; quatro capítulos da História... de Moisés de Dascurã descrevem em detalhe a missão de São Mesrobes, referindo-se a ele como "iluminador", "evangelista" e "santo". Mastósio fez, no total, três viagens diferentes a Artsaque e Otena, alcançando territórios pagãos aos pés do Grande Cáucaso.
Foi neste período que o principal historiador armênio, Moisés de Corene, confirmou que o rio Cura formava "a fronteira da fala armênia." O linguista e gramático armênio do século VII, Estêvão de Siúnia registrou que os armênios de Artsaque tinham seu próprio dialeto, e encorajava seus leitores a aprendê-lo. No mesmo século o poeta armênio Davetaque, o Poeta escreveu a sua "Elegia sobre a Morte do Grão-Príncipe Juanxer", onde cada passagem começa por uma letra do alfabeto armênio. A única história abrangente do Reino da Albânia foi escrita em armênio, pelo historiador Moisés de Dascurã.
Nos séculos VII e VIII a região foi dominada por governadores indicados pelo Califado Omíada e Abássida. Em 821 o príncipe armênio Sal Simbaciã iniciou uma revolta em Artsaque, e fundou a Casa de Khachen, dinastia que governou Artsaque como um principado até o início do século XIX. O nome Khachen originou-se da palavra armênia khach, que significa "cruz". Por volta de 1000 a Casa de Khachen proclamou o Reino de Artsaque, com João Senaqueribe como seu primeiro soberano. Inicialmente Dizaque, no sul de Artsaque, também formou um reino dominado pela antiga Casa de Arranxá, descendente dos primeiros reis da Albânia. Em 1261, depois da filha do último rei de Dizaque se casar com o rei de Artsaque, os dois reinos se fundiram num só, e Artsaque passou a existir na forma de principado.
No século XV o território do Carabaque integrou os Estados governados pelas confederações tribais do Cordeiro Negro e Confederação do Cordeiro Branco. O senhor feudal turcomano Jeã Xá (r. 1438–1467) indicou príncipes locais para o governo do Alto Carabaque, fazendo surgir uma liderança local armênia que consistia de cinco dinastias nobres lideradas por príncipes locais que tinham o título de meliques. Estas dinastias representavam os ramos da antiga Casa de Cachém, e eram os descendentes dos reis medievais de Artsaque; suas terras eram conhecidas como o País de Hamsá (cinco, em árabe). O Império Russo reconheceu a soberania dos cinco príncipes nestes seus domínios através de uma carta oficial do imperador Paulo I datada de 2 de junho de 1799.

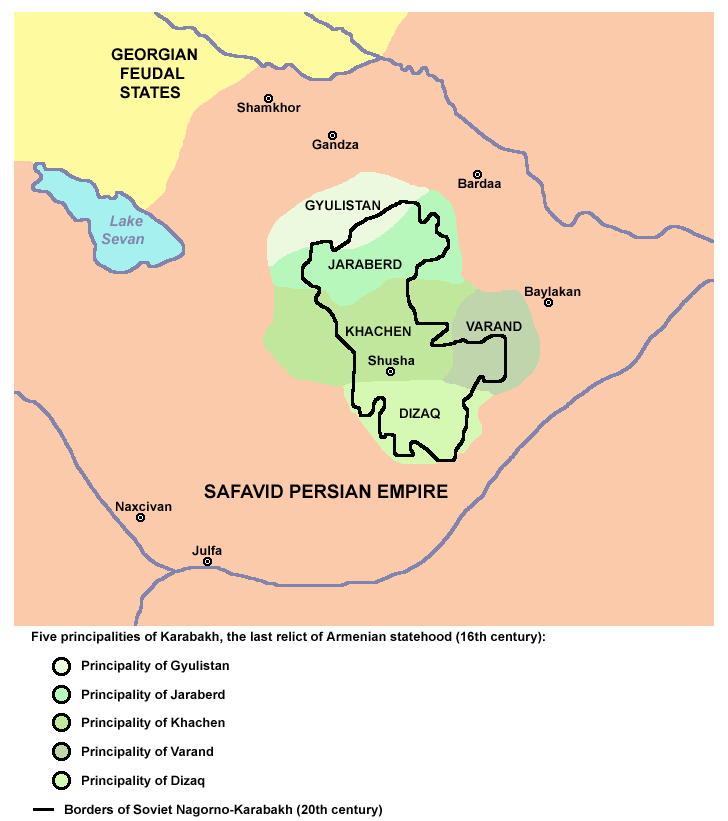

No início do século XVI, depois da queda dos Cordeiros Brancos, o controle da região passou para a Império Safávida, que criou o Vilaiete de Carabaque. Apesar destas conquistas, a população do Alto Carabaque permaneceu armênia em sua maior parte. Inicialmente sob o controle do Canato de Ganja, parte do Império Safávida, os príncipes armênios locais receberam um amplo grau de autonomia, do Império Safávida, sobre o território atual do Alto Carabaque e terras adjacentes.
Os meliques armênios mantiveram controle total sobre a região até a metade do século XVIII. No início do século, Nader Xá, da Pérsia, retirou Carabaque do controle dos cãs de Ganja, como punição pelo seu apoio aos safávidas, colocando o território sob seu controle direto. Simultaneamente, os meliques armênios receberam a autoridade suprema sobre os principados armênios vizinhos e os canatos muçulmanos no Cáucaso, em troca pelas vitórias dos meliques sobre os turcos otomanos na década de 1720. No meio do século XVIII, à medida que os conflitos internos entre os meliques levaram ao seu enfraquecimento, o Canato de Carabaque foi formado.
O Carabaque se tornou um protetorado da Rússia imperial através do tratado de Kurekchay, assinado entre Ibraim Calil Cã, do Carabaque, e o general Pavel Lisounenko Medvedev (em nome do czar Alexandre I), em 1805, pelo qual o monarca russo reconhecia Calil Cã e seus descendentes como únicos soberanos hereditários da região. Seu novo status foi confirmado sob os termos do tratado do Gulistão (1823), pelo qual a Pérsia cedeu formalmente o Carabaque ao Império Russo, antes que o resto da Transcaucásia fosse incorporado ao Império, em 1828, pelo tratado de Turcamanchai.
Em 1822, o Canato do Carabaque foi dissolvido, e a área passou a fazer parte da gubernia de Elisabetpol, dentro do Império Russo. Com a transferência do canato para a Rússia, diversas famílias muçulmanas migraram para a Pérsia, enquanto muitos armênios foram estimulados pelo governo russo a migrar da Pérsia para o Carabaque.

### Era soviética

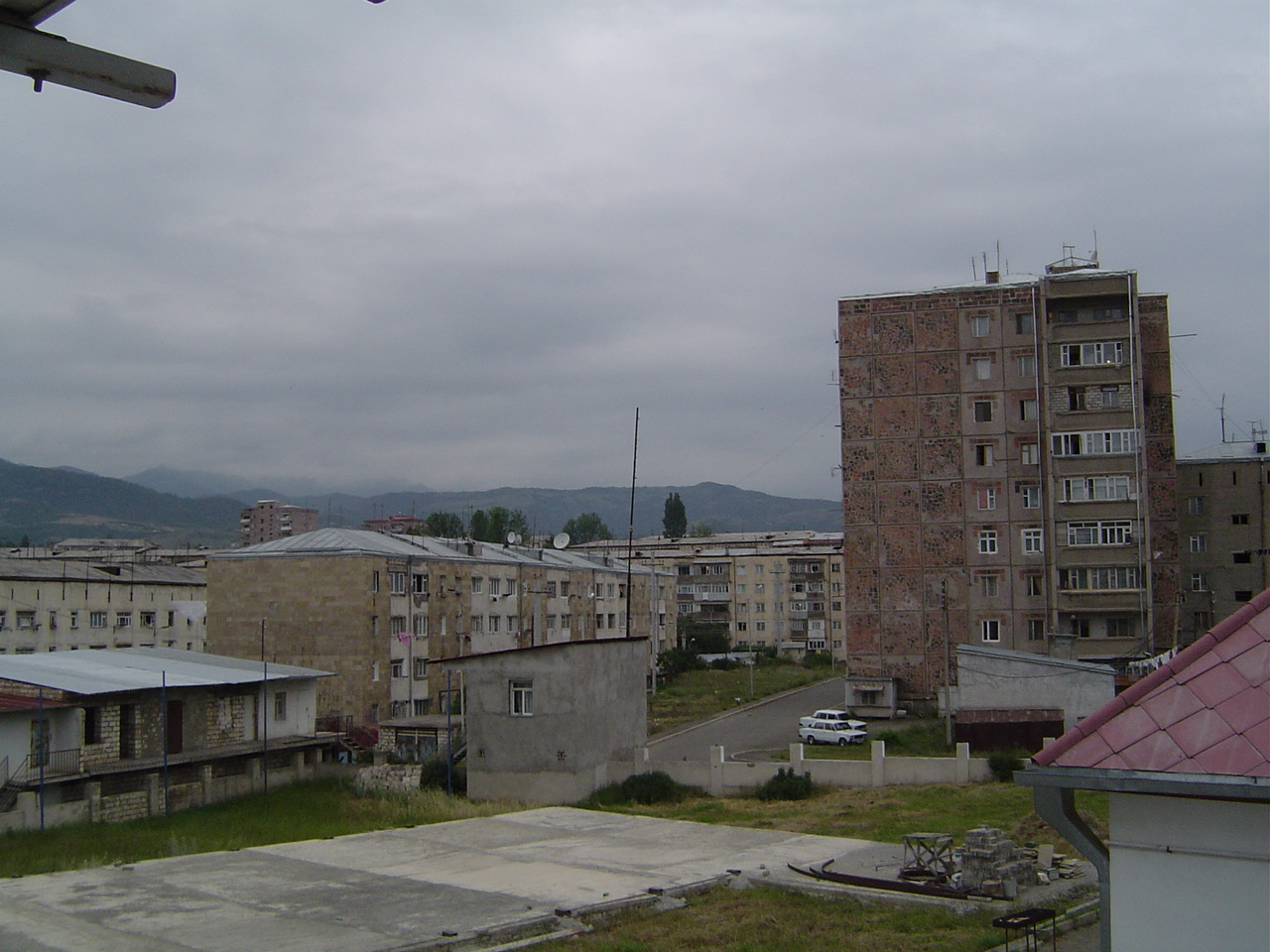
Cidade de Estepanaquerte, edifícios construídos no período soviético

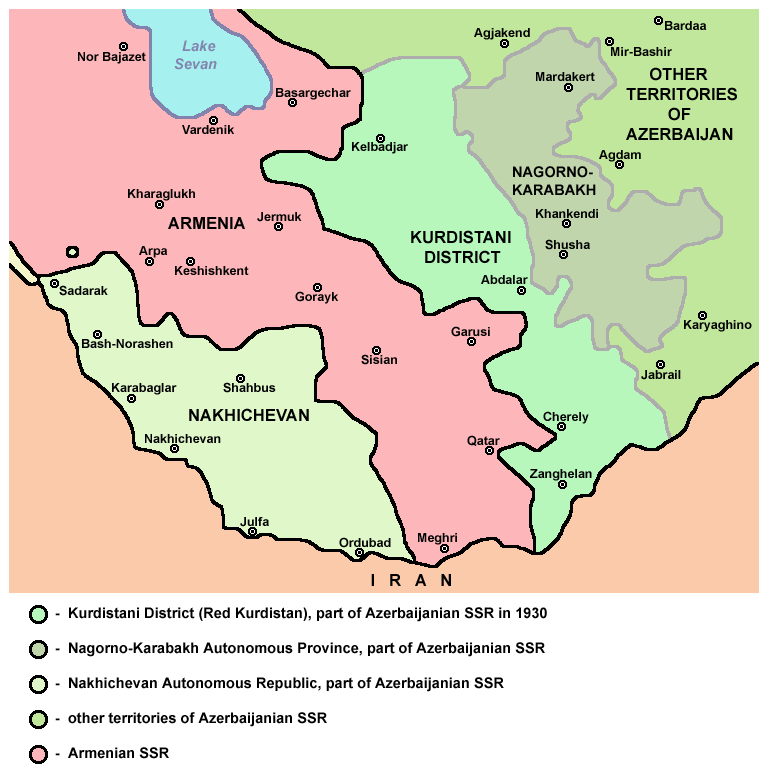

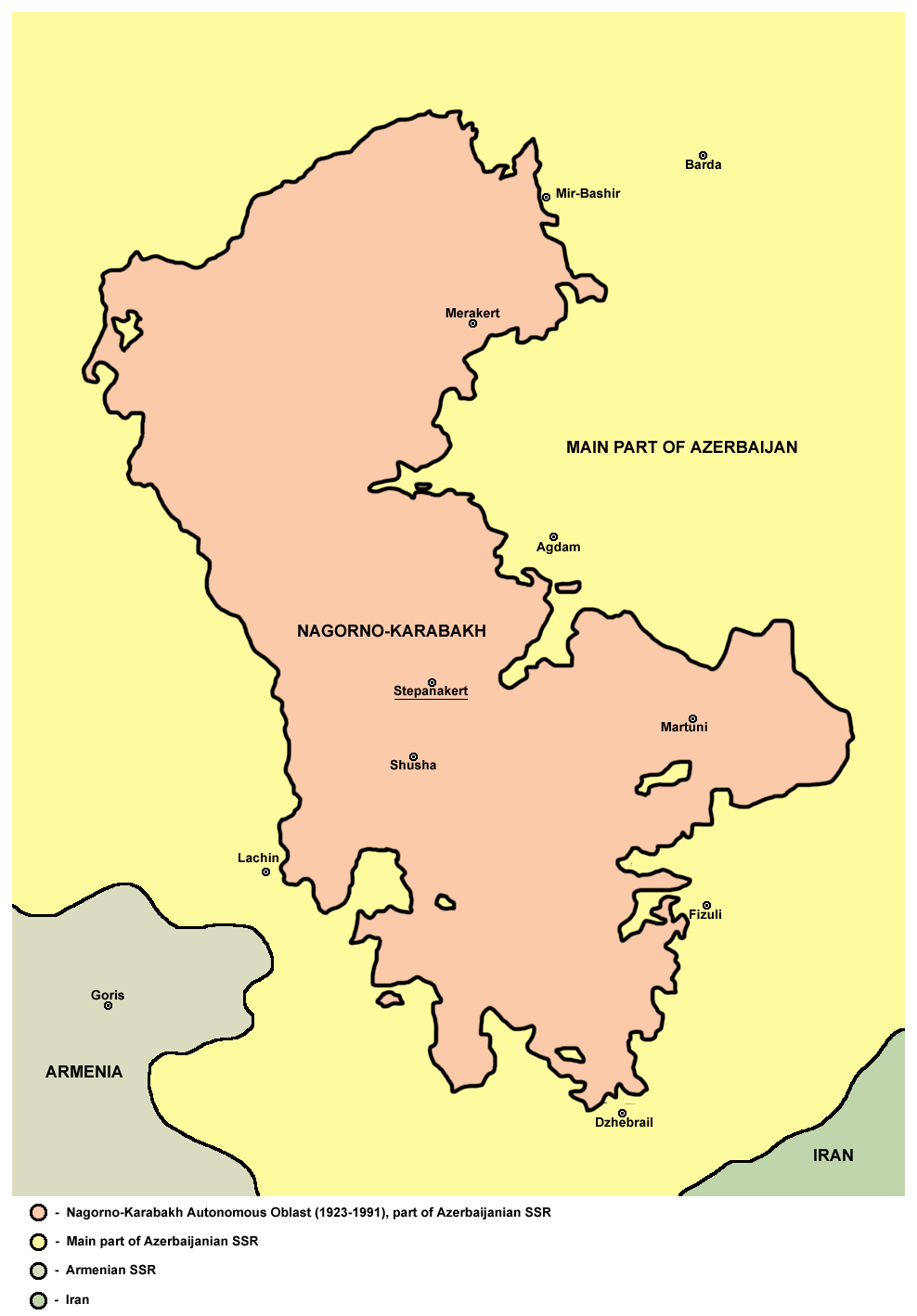

O atual conflito pelo Alto Carabaque tem suas raízes nas decisões tomadas por Josef Stalin e o Bureau do Cáucaso (Kavburo) durante a sovietização da Transcaucásia; o órgão estava sob o controle do próprio Stalin, Comissário de Nacionalidades (Narkomnats) em exercício na União Soviética do início da década de 1920. Após a Revolução Russa de 1917, o Carabaque se tornou parte da República Democrática Federativa Transcaucásica, porém logo foi desmembrada em Estados separados armênios, azeris e georgianos. Nos próximos dois anos (1918-1920) uma série de pequenas guerras entre a Armênia o Azerbaijão foram travadas, envolvendo diferentes regiões, incluindo o Carabaque. Em julho de 1918 a Primeira Assembleia Armênia do Alto Carabaque declarou a autonomia da região, e criou um Conselho Nacional e estabeleceu um governo local. Como consequência, tropas otomanas entraram no Carabaque e enfrentaram a resistência armada dos armênios.
Após a derrota do Império Otomano na Primeira Guerra Mundial, tropas britânicas ocuparam o Carabaque. O comando britânico confirmou provisoriamente Khosrov bey Sultanov, indicado pelo governo azeri, como governador-geral de Carabaque e Zanguezur, aguardando uma decisão final da Conferência de Paz de Paris, numa decisão que sofreu oposição ferrenha dos armênios do Carabaque. Em fevereiro de 1920 o Conselho Nacional do Carabaque concordou preliminarmente à jurisdicação azeri, enquanto os armênios da região continuaram a manter a guerrilha, sem aceitar o acordo. O acordo acabou sendo anulado pela Nona Assembleia Carabaque, que declarou a união com a Armênia em abril.
Em abril de 1920, enquanto o exército azeri estava preso no Carabaque lutando contra as forças locais armênias, o próprio Azerbaijão foi tomado pelos bolcheviques; na sequência, as áreas disputadas de Carabaque, Zanguezur e Naquichevão passaram para o controle dos armênios. Durante julho e agosto, no entanto, o Exército Vermelho passou a ocupar estas regiões. Em 10 de agosto do mesmo ano a Armênia assinou um acordo preliminar com os bolcheviques, que concordava com uma ocupação temporária bolchevique das áreas até que um acordo final fosse atingido. No ano seguinte a Armênia e a Geórgia também foram tomadas pelos bolcheviques que, para conseguir o apoio público, prometeram passar o Carabaque para a Armênia, juntamente com Naquichevão e Zanguezur. A União Soviética, no entanto, também tinha planos a respeito da Turquia, na esperança que ela acabasse se desenvolvendo ao longo das linhas comunistas; forçada a satisfazer os turcos, os soviéticos concordaram com uma divisão na qual o Zanguezur permanecia sob o domínio armênio, enquanto Carabaque e Naquichevão passaram para o controle do Azerbaijão. Como resultado, estabeleceu-se o Oblast Autônomo do Alto Carabaque, dentro da RSS Azeri, em 7 de julho de 1923.
Com a União Soviética mantendo um firme controle na região, o conflito arrefeceu por diversas décadas. Somente com o início da dissolução da URSS, no fim da década de 1980 e início da década seguinte, é que a questão do Alto Carabaque voltou à tona. A população de maioria armênia acusou o governo da República Socialista Soviética Azeri de conduzir uma "azerificação" forçada da região, e, com apoio ideológico e material da República Socialista Soviética Armênia, começou um movimento para assimilar o óblast autônomo.

### Guerra e independência

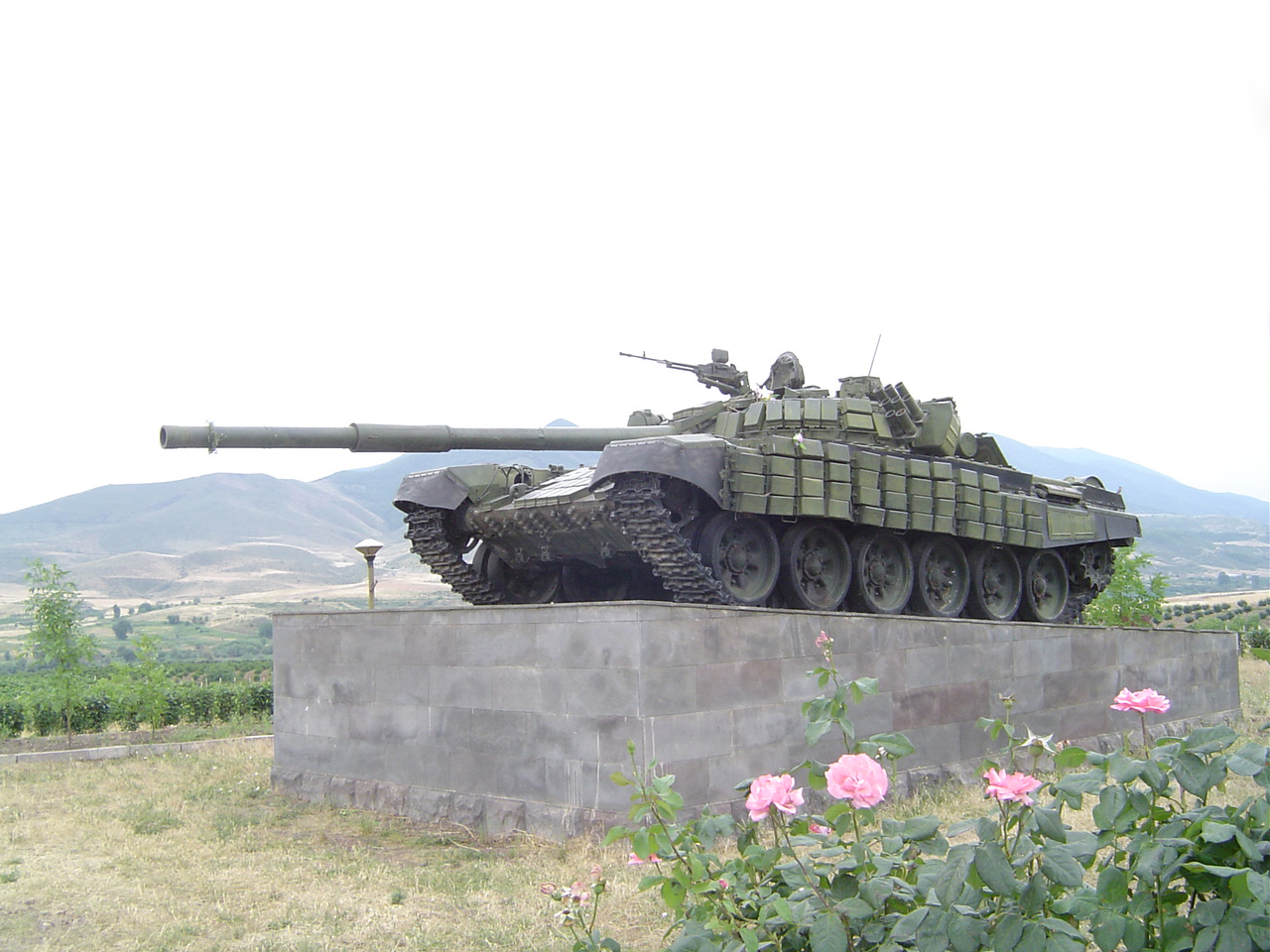
Um T-72 armênio restaurado, retirado de circulação enquanto atacava posições azeris em Askeran, serve como um memorial de guerra na periferia de Estepanaquerte

Em 22 de fevereiro de 1988 ocorreu o primeiro confronto direto do conflito, quando um grande grupo de azeris marchou de Agdam contra a população armênia de Askeran, "espalhando a destruição no caminho". O confronto entre os azeris e a polícia nos arredores de Askeran acabou se transformando nos enfrentamentos de Askeran, que deixaram dois azeris mortos, um deles supostamente morto por um policial azeri, bem como um saldo de 50 armênios e um número desconhecido de azeris feridos. Grandes quantidades de refugiados abandonaram a Armênia e o Azerbaijão à medida que se iniciou a violência contra as populações minoritárias em cada um dos dois países. No outono de 1989 o conflito entre as etnias se intensificou dentro e ao redor do Alto Carabaque, levando a União Soviética a conceder as autoridades azeris maior poder para controlar a região. Em 29 de novembro do mesmo ano o governo direto soviético no Alto Carabaque foi encerrado, e a região retornou oficialmente à administração azeri. A política soviética, no entanto, teve o efeito contrário ao esperado quando, depois de uma sessão conjunta do Soviete Supremo Armênio e do Conselho Nacional, o órgão legislativo do Alto Carabaque proclamou a unificação da região com a Armênia.

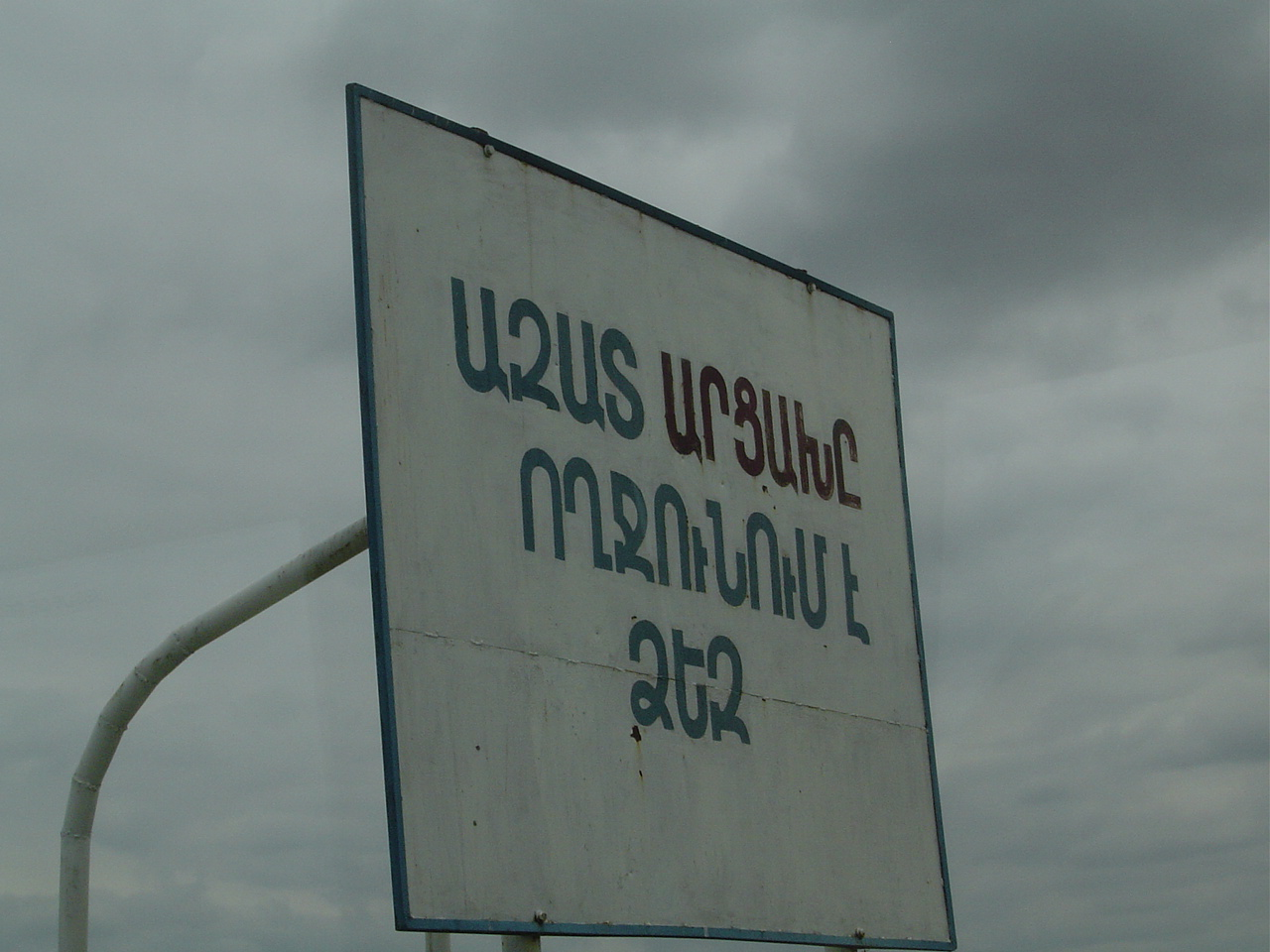
Placa que diz "Artsaque livre lhe dá as boas-vindas", na principal estrada que leva a Estepanaquerte

Em 10 de dezembro de 1991, num referendo boicotado pelos azeris locais, os armênios do Alto Carabaque aprovaram a criação de um Estado independente. Uma proposta soviética que previa um aumento de autonomia para a região dentro do Azerbaijão não satisfez nenhum dos lados, e uma guerra total acabou irrompendo entre o Azerbaijão e o Alto Carabaque, apoiado pela Armênia.
A disputa pelo Alto Carabaque se intensificou depois que tanto a Armênia quanto o Azerbaijão conseguiram independência da União Soviética, em 1991. No vácuo de poder pós-soviético, as ações militares entre os dois países foram influenciados fortemente pelas forças armadas russas. As tropas de ambos os países empregaram um grande número de mercenários da Ucrânia e da Rússia, e até mil mujahidin afegães participaram no combate pelo lado azeri, juntamente com chechenos. Muitos dos sobreviventes do lado azeri refugiaram-se nos doze campos de emergência montados em outras partes do Azerbaijão para lidar com o número crescente de pessoas desalojadas devido ao conflito.

Transcaucásia oriental em 2016

No fim de 1993 o conflito já havia provocado milhares de vítimas, e criado centenas de milhares de refugiados em ambos os lados. Em maio de 1994 os armênios dominavam cerca de 14% do território do Azerbaijão; a esta altura o governo deste país decidiu, pela primeira vez no conflito, reconhecer o Alto Carabaque como uma terceira força envolvida no conflito, e iniciar negociações diretas com as autoridades carabaques. Como resultado destes esforços, um cessar-fogo não oficial foi estabelecido em 12 de maio daquele ano, com negociações comandadas pelos russos.

### Continuação da violência (1994 - atualidade)

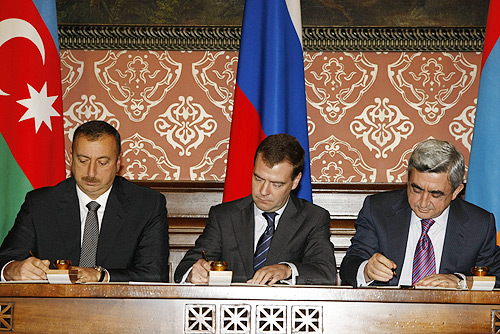
Dmitri Medvedev, com Ilham Aliyev e Serj Sarkisian em Moscou, 2 de novembro de 2008

Apesar do cessar-fogo, as baixas provocadas por conflitos armados entre soldados armênios e azeris continuaram. Em agosto de 2008 os Estados Unidos, França e Rússia (membros do Grupo de Minsk) começaram a tentar negociar um fim ao conflito, propondo um referendo sobre o status da região, que culminou com a viagem do presidente azeri, Ilham Aliyev, e do seu equivalente armênio, Serj Sarkisian, até Moscou, para negociações de paz mediadas pelo presidente russo Dmitri Medvedev em 2 de novembro de 2008. A rodada de negociações terminou com um acordo, assinado pelos três presidentes, que estabeleceu novas discussões para um acordo político do problema do Alto Carabaque.
Em 28 de setembro de 2023, o governo autônomo de Alto Carabaque anuncia sua dissolução e que a região será entregue ao Azerbaijão no início de 2024.
Em março de 2025 a Arménia aceitou as propostas do Azerbaijão sobre os dois artigos não resolvidos que faltavam para um acordo de paz na guerra. Um acordo de paz deverá ser assinado e que consagra o território como azerbaijanês, mas ainda ficam assuntos pendentes. O Azerbaijão declarou que a Constituição da Arménia deve eliminar as reivindicações contra a soberania e a integridade territorial do Azerbaijão.

## Geografia

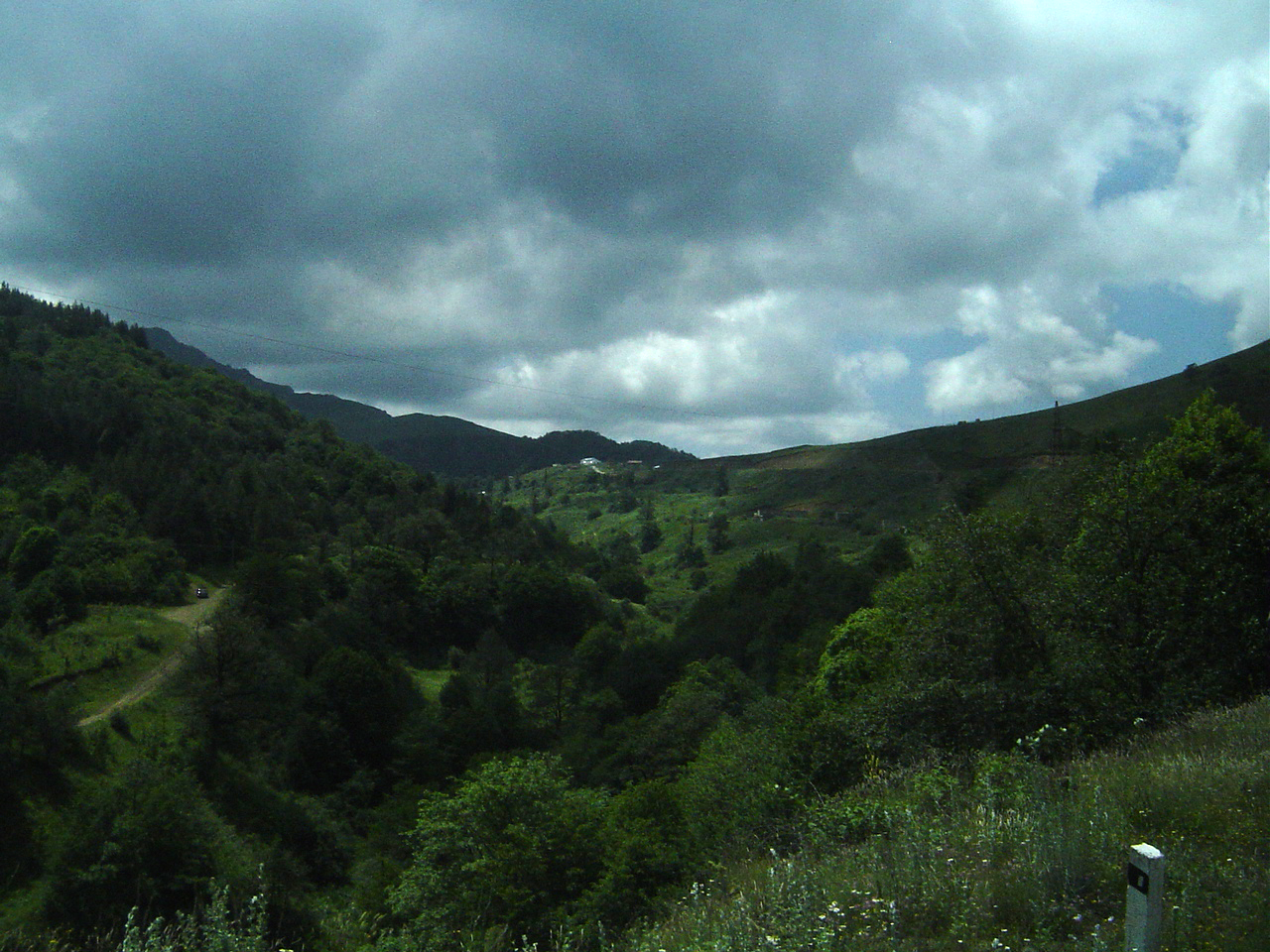
Vista das montanhas cobertas por florestas do Alto Carabaque

O Alto Carabaque tem uma área total de 4 400 quilômetros quadrados, e é um enclave totalmente cercado pelo Azerbaijão; seu ponto mais próximo à Armênia situa-se ao longo do chamado corredor de Lachin, com aproximadamente quatro quilômetros de largura. Em 1989, o território tinha uma população de 192 000 habitantes; era formada, então, por 76% de armênios e 23% azeris, com minorias de russos e curdos. A capital do Alto Carabaque é Estepanaquerte, conhecida no Azerbaijão como Canquendi. Sua outra principal cidade, que hoje em dia se encontra parcialmente em ruínas, é Shushi (conhecida no Azerbaijão como as Shusha).

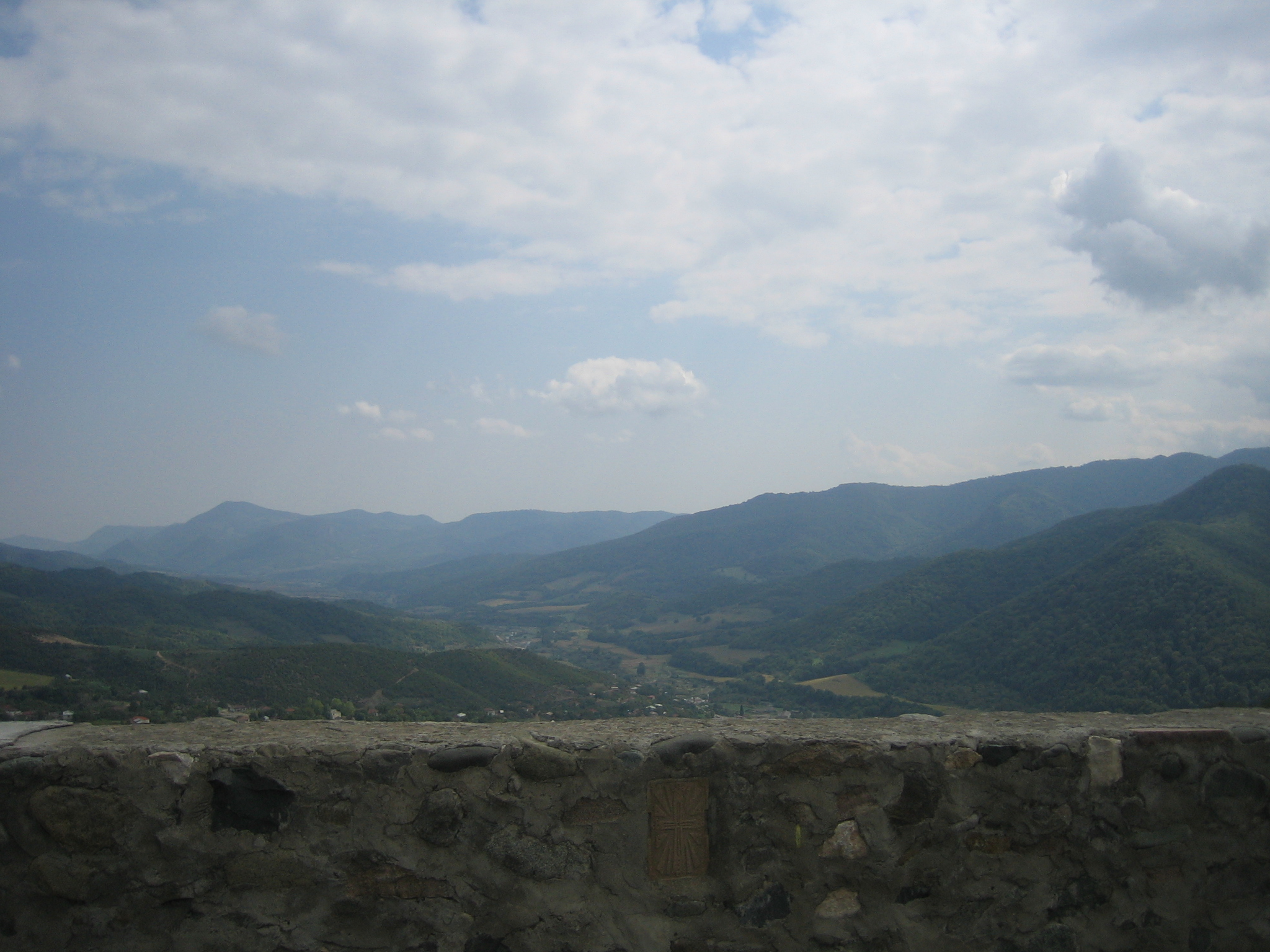
A vila de Vank vista do mosteiro de Ganzasar

O território do Alto Carabaque lembra o formato de um grão de feijão; apresenta altas cadeias montanhosas ao longo de suas fronteiras a norte, oeste e sul, enquanto a "curva" do feijão em si é um vale relativamente plano, com as duas pontas do feijão, as províncias de Martaquerta e Martuni, também situadas em planícies. Outros vales também podem ser encontrados em torno do reservatório de Sarsang, Hadrut, e ao sul. A maior parte do Alto Carabaque é coberta por florestas, especialmente suas montanhas.
O território do atual Alto Carabaque forma parte da região histórica do Carabaque, que se situa entre os rios Cura e Araxes e a atual fronteira Armênia-Azerbaijão. Em tempos antigos e medievais, esta região mais ampla consistia das províncias históricas de Artsaque e Otena, que alternou, politicamente, entre os reinos da Armênia e da Albânia. A partir dos séculos XIII e XIV, a área recebeu o nome de Carabaque; sua porção oriental, correspondente a Otena, se encontra numa região mais baixa e plana, e tradicionalmente foi chamada de Baixo Carabaque, enquanto a parte ocidental e montanhosa, correspondente a Artsaque, foi chamada de Alto Carabaque ou Carabaque Montanhoso.

## Demografia
Números concretos sobre a situação demográfica do Alto Carabaque aparecem desde o século XVIII. O arquimandrita Minas Tigranian, depois de ter completado sua missão secreta à Armênia persa sob ordens do czar russo Pedro, o Grande, declarou, num relatório datado de 14 de março de 1717, que o patriarca do mosteiro de Ganzasar tinha, sob sua autoridade, 900 aldeias armênias do Alto Carabaque.
Ao discutir Carabaque e Shusha, no mesmo século, o diplomata e historiador russo S. M. Bronevskiy (em russo: С. М. Броневский) indicou, em suas Notas Históricas, que o Carabaque - que, segundo ele, "localiza-se na Grande Armênia" - tinha de 30 a 40 mil armênios portando armas em 1796.
Um estudo preparado pelas autoridades imperiais russas em 1823, muitos anos antes da migração de 1828 de armênios da Pérsia para a recém-fundada Província da Armênia, mostra que todos os armênios do Carabaque viviam aglomerados nas partes mais altas da região, ou seja, no território dos cinco principados tradicionais armênios do Alto Carabaque, e formavam uma maioria demográfica absoluta naquelas terras. O estudo, com mais de 260 páginas, registrou que o distrito de Khachen tinha doze vilas armênias e nenhuma "tártara" (muçulmana); Jalaperte (Jraberd) tinha oito vilas armênias e nenhuma tártara; Dizaque tinha catorze armênias e apenas uma vila tártara; o Gulistão tinha doze vilas armênias e cinco tártaras; e Varanda tinha 23 vilas armênias e apenas uma tártara.
Na altura do colapso da União Soviética, em 1989, o Oblast Autônomo do Alto Carabaque apresentava uma população de 145 593 armênios (76,4%), 42 871 azeris (22,4%), e diversos milhares de curdos, russos, gregos e assírios. A maior parte dos azeris e curdos fugiram da região durante os anos de combates mais ferozes (de 1992 a 93). O principal idioma falado no Alto Carabaque é o armênio; os armênios do Carabaque. no entanto, falam um dialeto da língua que é consideravelmente diferente do que é falado na Armênia, na medida em que apresenta em seu léxico verdadeiras camadas de palavras russas, turcas e persas.
Em 2001, 95% da população da região seria composto por armênios, com o restante incluindo assírios, gregos e curdos. Em março de 2007 o governo local anunciou que sua população havia atingido os 138 000 habitantes; a taxa anual de natalidade foi registrada a 2 200-2 300 por ano, um aumento dos cerca de 1 500 registrados em 1999. Até 2000 o saldo migratório era negativo. Na primeira metade do ano foram registrados 1 010 nascimentos e 659 mortes, com um saldo migratório de 27.
A maior parte da população armênia do Carabaque é cristã, e pertence à Igreja Apostólica Armênia. Certas denominações cristãs ortodoxas e evangélicas também existem, e entre as outras religiões existentes no território está o judaísmo.

## Cidade-irmã
Desde 18 de junho de 2018, o município de Mairiporã foi declarado, através da Lei №3767, cidade-irmã de Estepanaquerte, capital da autodeclarada República de Artsaque. apesar do alerta dado pelo Itamaraty sobre o problema de que o Brasil, nem qualquer país integrante da ONU, reconhece a República de Nagorno-Karabakh como independente.